# Saison 2025-2026 des Raptors de Toronto
La saison 2025-2026 des Raptors de Toronto est la 31e saison de la franchise en NBA.

## Draft
| Tour | Choix | Joueur               | Poste | Nationalité | Provenance                      |
| ---- | ----- | -------------------- | ----- | ----------- | ------------------------------- |
| 1    | 9     | Collin Murray-Boyles | PF    | États-Unis  | Gamecocks de la Caroline du Sud |
| 2    | 39    | Alijah Martin        | SG    | États-Unis  | Gators de la Floride            |

## Matchs

### Summer League
| Summer League Total: 4-1 |

| Match | Date match | Équipe       | Score    | Meilleur marqueur         | Meilleur rebondeur       | Meilleur passeur    | Lieux Spectateurs      | Série |
| ----- | ---------- | ------------ | -------- | ------------------------- | ------------------------ | ------------------- | ---------------------- | ----- |
| 1     | 11 juillet | Chicago      | V 116-72 | A. J. Lawson (22)         | Colin Castleton (8)      | Jamal Shead (6)     | Cox Pavilion 0         | 1 - 0 |
| 2     | 13 juillet | Orlando      | V 89-86  | A. J. Lawson (21)         | Jonathan Mogbo (8)       | Hepburn, Shead (4)  | Thomas & Mack Center 0 | 2 - 0 |
| 3     | 15 juillet | Denver       | V 101-97 | Ja'Kobe Walter (26)       | A. J. Lawson (7)         | Jamal Shead (8)     | Cox Pavilion 0         | 3 - 0 |
| 4     | 17 juillet | Golden State | V 81-69  | Collin Murray-Boyles (20) | Collin Murray-Boyles (9) | Hepburn, Lawson (5) | Cox Pavilion 0         | 4 - 0 |
| 5     | 19 juillet | Sacramento   | D 88-98  | Jamal Shead (24)          | Ulrich Chomche (7)       | Jamal Shead (12)    | Thomas & Mack Center 0 | 4 - 1 |

### Pré-saison
| Pré-saison Total: 0-0 (Domicile : 0-0; Extérieur : 0-0) |

### Saison régulière
| Saison régulière Total: 0-0 (Domicile : 0-0; Extérieur : 0-0) |

### Confrontations en saison régulière
| Conférence Est      | Conférence Est                        | Conférence Est                        | Conférence Est                        | Conférence Est                        | Conférence Ouest                      | Conférence Ouest                      | Conférence Ouest                      |
| Division Atlantique | Division Atlantique                   | Division Atlantique                   | Division Atlantique                   | Division Atlantique                   | Division Nord-Ouest                   | Division Nord-Ouest                   | Division Nord-Ouest                   |
| Équipe              | Domicile                              | Domicile                              | Extérieur                             | Extérieur                             | Équipe                                | Domicile                              | Extérieur                             |
| ------------------- | ------------------------------------- | ------------------------------------- | ------------------------------------- | ------------------------------------- | ------------------------------------- | ------------------------------------- | ------------------------------------- |
| Boston              |                                       |                                       |                                       |                                       | Denver                                |                                       |                                       |
| Brooklyn            |                                       |                                       |                                       |                                       | Minnesota                             |                                       |                                       |
| New York            |                                       |                                       |                                       |                                       | Oklahoma City                         |                                       |                                       |
| Philadelphie        |                                       |                                       |                                       |                                       | Portland                              |                                       |                                       |
|                     |                                       |                                       |                                       |                                       | Utah                                  |                                       |                                       |
| Division            | 0–0 (Domicile : 0–0; Extérieur : 0–0) | 0–0 (Domicile : 0–0; Extérieur : 0–0) | 0–0 (Domicile : 0–0; Extérieur : 0–0) | 0–0 (Domicile : 0–0; Extérieur : 0–0) | Division                              | 0–0 (Domicile : 0–0; Extérieur : 0–0) | 0–0 (Domicile : 0–0; Extérieur : 0–0) |
| Division Centrale   | Division Centrale                     | Division Centrale                     | Division Centrale                     | Division Centrale                     | Division Pacifique                    | Division Pacifique                    | Division Pacifique                    |
| Équipe              | Domicile                              | Domicile                              | Extérieur                             | Extérieur                             | Équipe                                | Domicile                              | Extérieur                             |
| Chicago             |                                       |                                       |                                       |                                       | Golden State                          |                                       |                                       |
| Cleveland           |                                       |                                       |                                       |                                       | L.A. Clippers                         |                                       |                                       |
| Détroit             |                                       |                                       |                                       |                                       | L.A. Lakers                           |                                       |                                       |
| Indiana             |                                       |                                       |                                       |                                       | Phoenix                               |                                       |                                       |
| Milwaukee           |                                       |                                       |                                       |                                       | Sacramento                            |                                       |                                       |
| Division            | 0–0 (Domicile : 0–0; Extérieur : 0–0) | 0–0 (Domicile : 0–0; Extérieur : 0–0) | 0–0 (Domicile : 0–0; Extérieur : 0–0) | 0–0 (Domicile : 0–0; Extérieur : 0–0) | Division                              | 0–0 (Domicile : 0–0; Extérieur : 0–0) | 0–0 (Domicile : 0–0; Extérieur : 0–0) |
| Division Sud-Est    | Division Sud-Est                      | Division Sud-Est                      | Division Sud-Est                      | Division Sud-Est                      | Division Sud-Ouest                    | Division Sud-Ouest                    | Division Sud-Ouest                    |
| Équipe              | Domicile                              | Domicile                              | Extérieur                             | Extérieur                             | Équipe                                | Domicile                              | Extérieur                             |
| Atlanta             |                                       |                                       |                                       |                                       | Dallas                                |                                       |                                       |
| Charlotte           |                                       |                                       |                                       |                                       | Houston                               |                                       |                                       |
| Miami               |                                       |                                       |                                       |                                       | Memphis                               |                                       |                                       |
| Orlando             |                                       |                                       |                                       |                                       | New Orleans                           |                                       |                                       |
| Washington          |                                       |                                       |                                       |                                       | San Antonio                           |                                       |                                       |
| Division            | 0–0 (Domicile : 0–0; Extérieur : 0–0) | 0–0 (Domicile : 0–0; Extérieur : 0–0) | 0–0 (Domicile : 0–0; Extérieur : 0–0) | 0–0 (Domicile : 0–0; Extérieur : 0–0) | Division                              | 0–0 (Domicile : 0–0; Extérieur : 0–0) | 0–0 (Domicile : 0–0; Extérieur : 0–0) |
| Conférence          | 0–0 (Domicile : 0–0; Extérieur : 0–0) | 0–0 (Domicile : 0–0; Extérieur : 0–0) | 0–0 (Domicile : 0–0; Extérieur : 0–0) | 0–0 (Domicile : 0–0; Extérieur : 0–0) | Conférence                            | 0–0 (Domicile : 0–0; Extérieur : 0–0) | 0–0 (Domicile : 0–0; Extérieur : 0–0) |
| Total               | 0–0 (Domicile : 0–0; Extérieur : 0–0) | 0–0 (Domicile : 0–0; Extérieur : 0–0) | 0–0 (Domicile : 0–0; Extérieur : 0–0) | 0–0 (Domicile : 0–0; Extérieur : 0–0) | 0–0 (Domicile : 0–0; Extérieur : 0–0) | 0–0 (Domicile : 0–0; Extérieur : 0–0) | 0–0 (Domicile : 0–0; Extérieur : 0–0) |